# Nogi-jinja

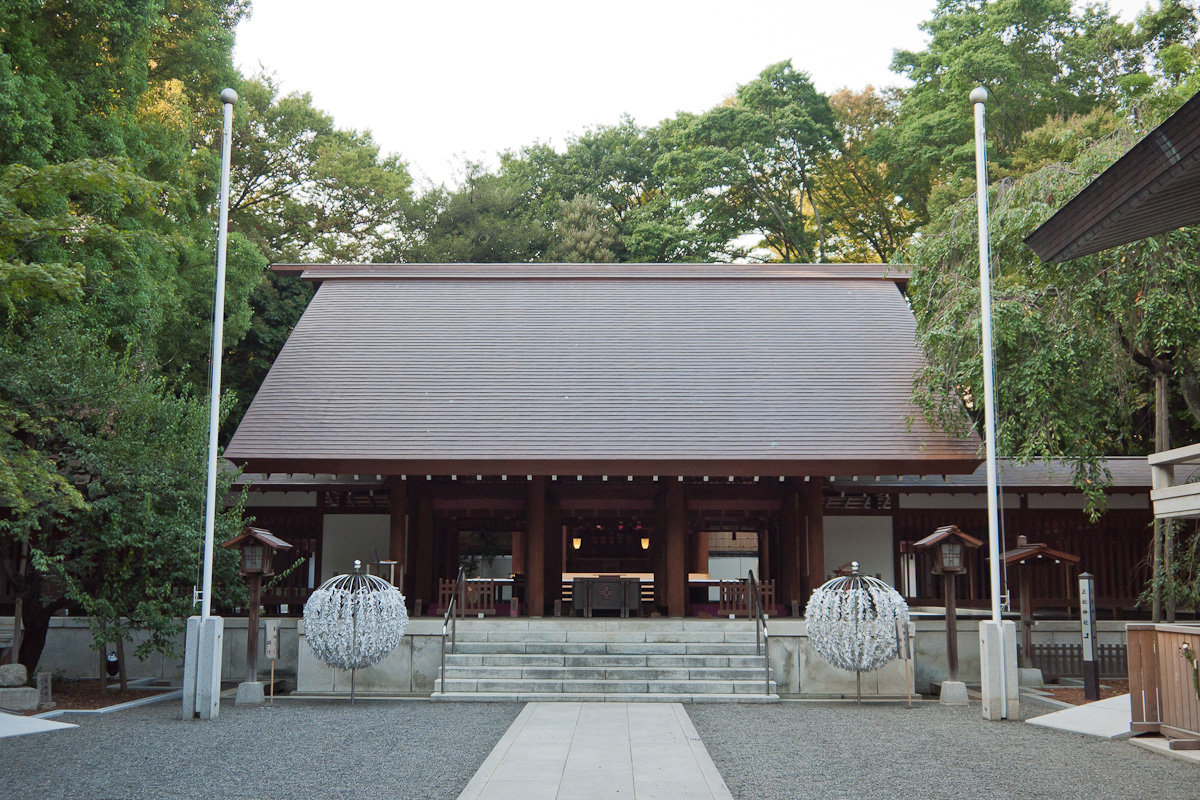
Vue du Nogi-jinja.

Le Nogi-jinja (乃木神社) est un sanctuaire shinto construit en 1917 et dédié au général Nogi Maresuke après sa mort. Il se trouve à Tokyo au Japon.
Le complexe du sanctuaire comprend un exemple d'architecture occidentale construit pendant l'ère Meiji. Il est connu pour être le lieu où le général Nogi et son épouse ont choisi de se suicider après la mort de l'empereur Meiji. Le sanctuaire, ouvert peu de temps après cet événement, est détruit lors des bombardements de 1945.
Au sanctuaire, Nogi Maresuke (乃木希典, 乃木希典大人之命) est vénéré en tant que kami. Il existe plusieurs sanctuaires Nogi au Japon.